# Liu Lingling
Dans ce nom chinois, le nom de famille, Liu, précède le nom personnel.
Pour les articles homonymes, voir Liu.
Liu Lingling (en chinois : 朱雪莹), née le 8 novembre 1994 à Fuzhou (Chine), est une trampoliniste chinoise.
Elle est vice-championne olympique de trampoline aux Jeux olympiques d'été de 2020.

## Jeunesse
Elle fait ses études à l'Université des sports de Pékin.

## Carrière
Elle est médaillée d'or en individuel et en synchro (avec Li Meng) aux Championnats du monde 2014 en Floride. Aux mondiaux suivants, le titre en individuel lui échappe et finit deuxième derrière Li Dan mais elle obtient toutefois le titre par équipe. Elle ne fait pas partie des sélections pour les Jeux olympiques de Rio en 2016.
La Chine conserve son titre par équipe aux Championnats du monde de trampoline 2017 et elle obtient un titre individuel aux Jeux asiatiques de 2018.
En 2021, elle est médaillée d'argent aux Jeux olympiques d'été de 2020 derrière sa compatriote Zhu Xueying mais devant la Britannique Bryony Page.

## Palmarès

### Jeux olympiques
- médaille d'argent en trampoline féminin aux Jeux olympiques d'été de 2020 à Tokyo

### Championnats du monde
- médaille d'or par équipes aux Championnats du monde 2017 à Sofia
- médaille d'or par équipes aux Championnats du monde 2015 à Odense
- médaille d'argent en individuel aux Championnats du monde 2015 à Odense
- médaille d'or en individuel aux Championnats du monde 2014 à Daytona Beach
- médaille d'or en synchronisation aux Championnats du monde 2014 à Daytona Beach

### Jeux asiatiques
- médaille d'or en individuel aux Jeux asiatiques de 2018 à Jakarta